# 磷酸锂
磷酸锂是一种无机化合物，化学式为Li3PO4，难溶于水，更难溶于氨水。

## 制备
可溶性锂盐和磷酸盐反应，可以得到磷酸锂沉淀：
3 Li+ + PO43− + 2 H2O → Li3PO4·2H2O↓

## 用途
磷酸锂可以用作一些有机反应的催化剂。